# 华源
华源（1974年5月—），男，汉族，上海人，中华人民共和国政治人物。大学学历，理学学士，公共管理硕士。1996年1月加入中国共产党，1996年7月参加工作。现任中共上海市委常委、秘书长。曾任上海市人民政府副市长，副秘书长，上海市发展和改革委员会党组书记、主任。

## 生平
1996年7月，毕业于华东师范大学，后在上海市杨浦区工作，曾任共青团杨浦区委书记等职务。2011年，任上海市民政局副局长、上海市社会团体管理局局长、中共上海市委610办公室副主任。2014年，调任中共上海市青浦区委常委、上海市青浦区人民政府副区长。2016年5月，任中共上海市奉贤区委副书记，上海市奉贤区人民政府副区长、代区长，同年8月当选为区长。2019年5月，任上海市商务委员会党组书记、主任。2021年2月，改任上海市人民政府副秘书长，上海市发展和改革委员会党组书记、主任、长三角区域合作办公室主任。
2023年1月，当选为上海市人民政府副市长，同年4月兼任上海虹桥国际中央商务区管委会主任。2024年2月，任中共上海市委常委，成为当时各中央直辖市中最年轻的市政府第二副市长。
2024年12月，率團赴台灣參加2024年臺北上海城市論壇，並宣佈上海將恢復陸客團赴台旅遊。
2025年4月，改兼上海市委秘书长。4月29日，被免去上海市副市长职务。